# Nekropole von Feixa del Moro

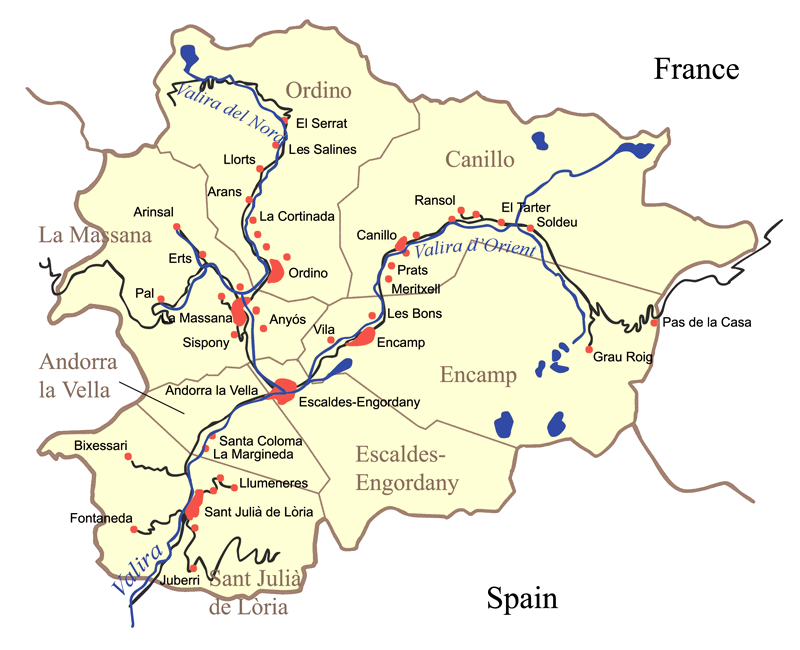
Juberri liegt im äußersten Süden

Die Nekropole von Feixa del Moro liegt in der Nähe des Dorfes Juberri in Andorra. Die drei Steinkisten der Nekropole sind bisher die einzigen neolithischen Stätten in dem kleinen Pyrenäenstaat.
Feixa del Moro befindet sich auf einer Höhe von 1335 m nahe der Grenze zu Spanien. Der Bereich wurde bis in die 1960er Jahre vom Terrassenanbau bedeckt, der aufgegeben wurde.
Die Ausgrabungen von Xavier Llovera und Pere Canturri fanden zwischen 1983 und 1985 statt. Entdeckt wurden drei neolithische Steinkisten. Die Untersuchungen mittels Radiocarbonmethode datierten sie zunächst ins 3. Jahrtausend v. Chr. Drei Jahrzehnte später begann eine Sichtung der Dokumentation, der menschlichen Überreste und der Artefakte. Man führte biochemische Analysen durch und erhielt für zwei der drei Bestattungen neue Daten.
Steinkiste 1 war zum Zeitpunkt ihrer Entdeckung 1983 weitgehend geplündert. Ihre rechteckige Architektur ist erhalten. Das Südende fehlt aber. Die Länge beträgt 1,3 m bei einer Breite und Höhe von 0,8 m. Die Deckenplatte liegt auf. Der erhaltene Inhalt bestand aus acht Äxten ohne Gebrauchsspuren. Fünf waren aus Serpentin und drei aus Schiefer bzw. Hornstein (spanisch Cornéenne).
Steinkiste 2, die etwa 5,0 m nordöstlich liegt, ist 1,7 m lang, 1,0 m breit und 0,8 m hoch. Sie besteht aus einem Dutzend teilweise doppelt gestellter dünner Seitenplatten an drei Seiten und einem einzigen, die Breite bestimmenden Block an der Nordseite. Sie barg das etwa 1,65 m große Skelett einer etwa 20 Jahre alten Frau (basierend auf der Beckenmorphologie). Neben dem Skelett wurden 56 Variscitperlen sowie Stein- und Knochenwerkzeuge gefunden.
Steinkiste 3 ist etwa rechteckig mit einer schwach ausgebildeten Apsis im Süden. Sie besteht aus acht Seitensteinen und enthielt zwei Skelette, von denen eines einer 1,55 m großen, erwachsenen Frau und das andere einem Neugeborenen gehörte. Wie in Steinkiste 2 wurden Variscitperlen und Werkzeuge gefunden.
Anthrakologische Analysen ermöglichten die Rekonstruktion der Umwelt des Ortes im Neolithikum. Feixa del Moro befand sich in einem Wald an der Übergangszone zwischen dem subalpinen Kiefernwald und der Höhe der Waldkiefern.
Der Variscit stammt aus den 135 km weiter südlich befindlichen Minen „Minas prehistóricas de Gavà-Can Tintorer“ (in Gavà – Provinz Barcelona). Andere Funde scheinen aus der Provence und den Alpen zu stammen.
Die Art der Bestattung ist mit neolithischen Stätten wie Solsonès und Berguedà in Zentralkatalonien vergleichbar. Die Vielfalt an Gegenständen, die die Skelette begleiten, findet sich jedoch eher in Südfrankreich und an der Mittelmeerküste.

## Kontext
Die ersten Megalithanlagen im benachbarten Katalonien entstanden gegen Ende des Neolithikums (4400–3600 v. Chr.) im Bereich von Tavertet. Ihre Erbauer verwendeten kleine Steinplatten, weshalb die Bauten auch als prämegalithisch bezeichnet werden. Es handelt sich um Steinkisten (spanisch Cista) aus vertikalen gestellten Platten in quadratischen oder rechteckigen Hügeln. Die Ausgrabung einiger Strukturen ergab, dass es sich um individuelle Bestattungen handelt.